# 1584 Fuji
1584 Fuji (1927 CR) là một tiểu hành tinh vành đai chính được phát hiện ngày 7 tháng 2 năm 1927 bởi Oikawa, O. ở Tokyo.